# Schässburger Anzeiger
Der Schässburger Anzeiger war eine deutschsprachige Wochenzeitung, die von 1872 bis 1900 in Schäßburg (rum. Sighișoara, ung. Segesvár) in der Habsburgermonarchie im Königreich Ungarn erschienen ist. Sie ist der Vorgänger der ebenfalls wöchentlich erscheinenden Schässburger Zeitung. Das Blatt veröffentlichte amtliche Verlautbarungen und Tagesnachrichten und legte darüber hinaus einen Schwerpunkt auf Wirtschaftsnachrichten, darunter insbesondere zur Forstwirtschaft, zu lokalen und regionalen Märkten und zur Wiener Börse. Langjähriger Chefredakteur war Friedrich Jördens. Der Schässburger Anzeiger stellte Ende 1900 sein Erscheinen ein, um ab 1. Januar 1901 als neugegründete und teils neuausgerichtete Schässburger Zeitung fortgesetzt zu werden.